# Kevin Gravel
Kevin Gravel (* 6. März 1992 in Kingsford, Michigan) ist ein US-amerikanischer Eishockeyspieler, der seit Juli 2022 bei den Nashville Predators in der National Hockey League unter Vertrag steht und parallel für deren Farmteam, die Milwaukee Admirals, in der American Hockey League zum Einsatz kommt.

## Karriere
Kevin Gravel wurde in Kingsford geboren und spielte in seiner Jugend unter anderem in Marquette für die Marquette Electricians sowie in der Saison 2008/09 für die Marquette Rangers in der North American Hockey League, der zweithöchsten Juniorenliga der Vereinigten Staaten. In der gleichen Spielzeit kam der Verteidiger auch auf drei Einsätze im USA Hockey National Team Development Program, konnte sich dort jedoch nicht durchsetzen. Mit Beginn der Saison 2009/10 wechselte Gravel zu den Sioux City Musketeers in die ranghöchste Juniorenliga des Landes, die United States Hockey League (USHL), in der in 53 Spielen auf sechs Scorerpunkte kam und anschließend im NHL Entry Draft 2010 an 148. Position von den Los Angeles Kings ausgewählt wurde. Im Herbst 2010 schrieb sich der US-Amerikaner an der St. Cloud State University ein und folgte damit seinem Vater, der von 1977 bis 1981 ebenfalls für die
St. Cloud State Huskies aktiv war, es allerdings nie in den Profi-Bereich schaffte. Gravel verblieb ebenfalls vier Jahre an der St. Cloud State, studierte in dieser Zeit Finanzwesen und vertrat sein Heimatland mit der U20-Nationalmannschaft bei der U20-Weltmeisterschaft 2012. Nach der Saison 2013/14, in der er mit 23 Punkten in 38 Spielen seine beste persönliche Statistik erreichte, wechselte der Abwehrspieler in die Organisation der Los Angeles Kings, allerdings vorerst nur auf Basis eines Vertrages bei den Manchester Monarchs, dem Farmteam der Kings aus der American Hockey League (AHL). Gravel beendete die AHL-Saison 2013/14 mit seinen ersten fünf Einsätzen im Profi-Bereich und verbrachte auch die gesamte folgende Spielzeit in Manchester, an deren Ende er mit den Monarchs die Playoffs um den Calder Cup gewann. Anschließend unterzeichnete er im Juli 2015 auch bei den Los Angeles Kings einen entsprechenden Einstiegsvertrag.
Erwartungsgemäß kehrte Gravel zu Beginn der Saison 2015/16 in die AHL zurück und verbrachte den Großteil der Spielzeit beim neuen Farmteam der Kings, den Ontario Reign. Im Februar 2016 wurde der Verteidiger allerdings erstmals in den Kader der Kings berufen und debütierte somit wenig später in der National Hockey League (NHL). Nach sechs AHL-Einsätzen für die Reign im Oktober 2016 etablierte sich Gravel im Laufe der Saison 2016/17 im NHL-Aufgebot der Kings und kam dort in der Folge regelmäßig zum Einsatz.
Im Juli 2018 unterzeichnete Gravel als Free Agent einen Einjahresvertrag bei den Edmonton Oilers. In gleicher Weise wechselte er im Folgejahr zu den Toronto Maple Leafs, wo sein Vertrag im Oktober 2020 nicht verlängert wurde und er sich seither auf der Suche nach einem neuen Arbeitgeber befand. Diesen fand er im Januar 2021 in den Bakersfield Condors, die ihn mit einem auf die AHL beschränkten Vertrag ausstatteten und bei denen er bereits in der Saison 2018/19 als AHL-Farmteam der Oilers auf dem Eis stand.
Nach der Saison 2020/21 gelang ihm dann die Rückkehr in die NHL, indem er im Juli 2021 einen Einjahresvertrag bei den Calgary Flames unterzeichnete. Ebenfalls als Free Agent wechselte er im Juli 2022 zu den Nashville Predators.

## Erfolge und Auszeichnungen
- 2015 Calder-Cup-Gewinn mit den Manchester Monarchs

## Karrierestatistik
Stand: Ende der Saison 2024/25

### International
Vertrat die USA bei:
- U20-Weltmeisterschaft 2012

(Legende zur Spielerstatistik: Sp oder GP = absolvierte Spiele; T oder G = erzielte Tore; V oder A = erzielte Assists; Pkt oder Pts = erzielte Scorerpunkte; SM oder PIM = erhaltene Strafminuten; +/− = Plus/Minus-Bilanz; PP = erzielte Überzahltore; SH = erzielte Unterzahltore; GW = erzielte Siegtore; 1 Play-downs/Relegation; Kursiv: Statistik nicht vollständig)